# Equipos participantes en la Copa Mundial de Fútbol de 1986

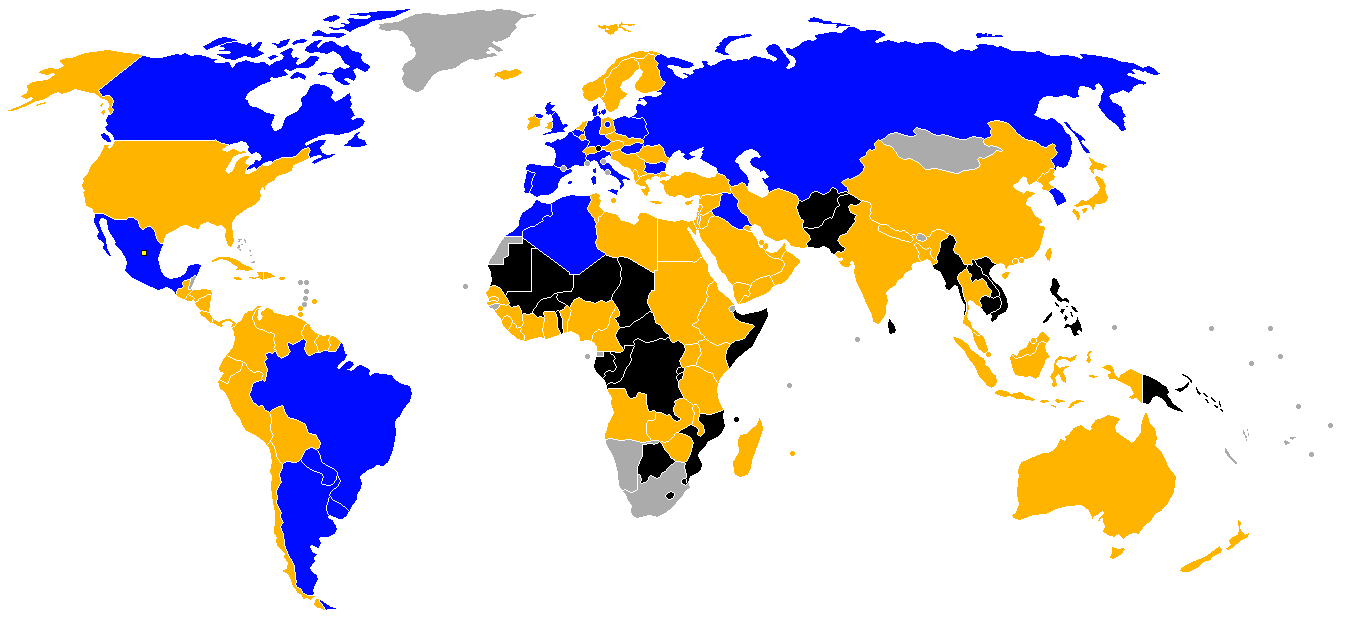
Equipos participantes de la Copa Mundial

Para la XIII Copa Mundial de Fútbol, que se realizó en México entre el 31 de mayo y el 29 de junio de 1986, 24 equipos clasificaron a la fase final. Los 24 equipos participantes fueron divididos en seis grupos de cuatro integrantes. De cada grupo, los dos mejores equipos se clasificaron a una segunda fase de eliminación directa, además de los cuatro mejores terceros, para determinar al campeón del evento.

## Equipos
Previamente, 121 equipos se inscribieron para el proceso clasificatorio de cada continente, clasificando finalmente: 14 equipos de Europa (incluyendo a Italia, vigente campeón), 2 de Norteamérica (incluyendo al organizador), 4 de Sudamérica, 2 de Asia y 2 de África. De éstos, 3 equipos participan por primera vez en estas instancias.
Los equipos participantes en dicho torneo son:
| Equipo (ver en detalle) | Equipo (ver en detalle) | Equipo (ver en detalle) | Participaciones previas | Participaciones previas | Participaciones previas |
| Equipo (ver en detalle) | Equipo (ver en detalle) | Equipo (ver en detalle) | Total                   | Cons.                   | Última                  |
| ----------------------- | ----------------------- | ----------------------- | ----------------------- | ----------------------- | ----------------------- |
|                         | Alemania Federal        | 2/2 estrellas           | 11                      | 9                       | 1982                    |
|                         | Argelia                 |                         | 2                       | 2                       | 1982                    |
|                         | Argentina               | 1/1 estrellas           | 9                       | 4                       | 1982                    |
|                         | Bélgica                 |                         | 7                       | 2                       | 1982                    |
|                         | Brasil                  | 3/3 estrellas           | 13                      | 13                      | 1982                    |
| Bandera de Bulgaria     | Bulgaria                |                         | 5                       | 1                       | 1974                    |
|                         | Canadá                  |                         | 1                       | 1                       | -                       |
|                         | Corea del Sur           |                         | 2                       | 1                       | 1954                    |
|                         | Dinamarca               |                         | 1                       | 1                       | -                       |
| Bandera de Escocia      | Escocia                 |                         | 6                       | 4                       | 1982                    |
|                         | España                  |                         | 7                       | 3                       | 1982                    |
|                         | Francia                 |                         | 9                       | 3                       | 1982                    |
|                         | Hungría                 |                         | 9                       | 3                       | 1982                    |
|                         | Inglaterra              | 1/1 estrellas           | 8                       | 2                       | 1982                    |
|                         | Irak                    |                         | 1                       | 1                       | -                       |
|                         | Irlanda del Norte       |                         | 3                       | 2                       | 1982                    |
|                         | Italia                  | 3/3 estrellas           | 11                      | 7                       | 1982                    |
|                         | Marruecos               |                         | 2                       | 1                       | 1970                    |
|                         | México                  |                         | 9                       | 1                       | 1978                    |
|                         | Paraguay                |                         | 4                       | 1                       | 1958                    |
|                         | Polonia                 |                         | 5                       | 4                       | 1982                    |
|                         | Portugal                |                         | 2                       | 1                       | 1966                    |
|                         | Unión Soviética         |                         | 6                       | 2                       | 1982                    |
|                         | Uruguay                 | 2/2 estrellas           | 8                       | 1                       | 1974                    |

## Lista de jugadores
A continuación se muestran los planteles para la fase final de la Copa Mundial de Fútbol de 1986 en México. Para determinar la edad de los futbolistas se tomó como referencia el 31 de mayo de 1986, día del comienzo del torneo.

### Grupo A

#### Argentina
Entrenador:  Carlos Bilardo
| No. | Pos. | Jugador             | Fecha de nacimiento (edad)         | Apa. | Club               |
| --- | ---- | ------------------- | ---------------------------------- | ---- | ------------------ |
| 1   | DEL  | Sergio Almirón      | 18 de noviembre de 1958 (27 años)  | 3    | Newell's Old Boys  |
| 2   | MED  | Sergio Batista      | 9 de noviembre de 1962 (23 años)   | 5    | Argentinos Juniors |
| 3   | MED  | Ricardo Bochini     | 25 de enero de 1954 (32 años)      | 27   | Independiente      |
| 4   | MED  | Claudio Borghi      | 28 de septiembre de 1964 (21 años) | 4    | Argentinos Juniors |
| 5   | DEF  | José Luis Brown     | 10 de noviembre de 1956 (29 años)  | 14   | Deportivo Español  |
| 6   | DEF  | Daniel Passarella   | 25 de mayo de 1953 (33 años)       | 68   | Fiorentina         |
| 7   | MED  | Jorge Burruchaga    | 9 de octubre de 1962 (23 años)     | 33   | Nantes             |
| 8   | DEF  | Néstor Clausen      | 29 de septiembre de 1962 (23 años) | 20   | Independiente      |
| 9   | DEF  | José Luis Cucciufo  | 1 de febrero de 1961 (25 años)     | 1    | Vélez Sarsfield    |
| 10  | MED  | Diego Maradona      | 30 de octubre de 1960 (25 años)    | 44   | Napoli             |
| 11  | DEL  | Jorge Valdano       | 4 de octubre de 1955 (30 años)     | 13   | Real Madrid        |
| 12  | MED  | Héctor Enrique      | 26 de abril de 1962 (24 años)      | 2    | River Plate        |
| 13  | DEF  | Oscar Garré         | 9 de diciembre de 1956 (29 años)   | 32   | Ferro Carril Oeste |
| 14  | MED  | Ricardo Giusti      | 11 de diciembre de 1956 (29 años)  | 26   | Independiente      |
| 15  | POR  | Luis Islas          | 22 de diciembre de 1965 (20 años)  | 10   | Estudiantes        |
| 16  | DEF  | Julio Olarticoechea | 18 de octubre de 1958 (27 años)    | 5    | Boca Juniors       |
| 17  | DEL  | Pedro Pasculli      | 17 de mayo de 1960 (26 años)       | 13   | Lecce              |
| 18  | POR  | Nery Pumpido        | 30 de julio de 1957 (28 años)      | 15   | River Plate        |
| 19  | DEF  | Oscar Ruggeri       | 26 de enero de 1962 (24 años)      | 19   | River Plate        |
| 20  | MED  | Carlos Tapia        | 20 de agosto de 1962 (23 años)     | 2    | Boca Juniors       |
| 21  | MED  | Marcelo Trobbiani   | 17 de febrero de 1955 (31 años)    | 25   | Millonarios        |
| 22  | POR  | Héctor Zelada       | 30 de abril de 1957 (29 años)      | 0    | América            |

Este equipo fue numerado alfabéticamente por apellido, a diferencia de los sistemas de numeración tradicionales donde el portero tiene la camiseta número 1 y así sucesivamente. Las excepciones fueron Daniel Passarella, Diego Maradona y Jorge Valdano, quienes recibieron sus camisetas favoritas #6, #10 y #11.

#### Bulgaria
Entrenador:  Ivan Vutsov
| No. | Pos. | Jugador             | Fecha de nacimiento (edad)         | Apa. | Club                |
| --- | ---- | ------------------- | ---------------------------------- | ---- | ------------------- |
| 1   | POR  | Borislav Mikhailov  | 12 de febrero de 1963 (23 años)    | 26   | Vitosha Sofia       |
| 2   | DEL  | Nasko Sirakov       | 26 de abril de 1962 (24 años)      | 18   | Vitosha Sofia       |
| 3   | DEF  | Nikolay Arabov      | 21 de febrero de 1953 (33 años)    | 39   | Sliven              |
| 4   | DEF  | Petar Petrov        | 20 de febrero de 1961 (25 años)    | 37   | Vitosha Sofia       |
| 5   | DEF  | Georgi Dimitrov     | 14 de enero de 1959 (27 años)      | 65   | Sredec Sofia        |
| 6   | DEL  | Andrey Zhelyazkov   | 9 de julio de 1952 (33 años)       | 51   | Strasbourg          |
| 7   | MED  | Bozhidar Iskrenov   | 1 de agosto de 1962 (23 años)      | 33   | Vitosha Sofia       |
| 8   | MED  | Ayan Sadakov        | 28 de septiembre de 1961 (24 años) | 47   | Lokomotiv Plovdiv   |
| 9   | DEL  | Stoycho Mladenov    | 24 de abril de 1957 (29 años)      | 55   | Sredec Sofia        |
| 10  | MED  | Zhivko Gospodinov   | 6 de septiembre de 1957 (28 años)  | 36   | Spartak Varna       |
| 11  | MED  | Plamen Getov        | 4 de marzo de 1959 (27 años)       | 18   | Spartak Pleven      |
| 12  | MED  | Radoslav Zdravkov   | 30 de julio de 1956 (29 años)      | 65   | Sredec Sofia        |
| 13  | DEF  | Aleksandar Markov   | 17 de agosto de 1961 (24 años)     | 18   | Spartak Pleven      |
| 14  | MED  | Plamen Markov       | 11 de septiembre de 1957 (28 años) | 37   | Metz                |
| 15  | MED  | Georgi Yordanov     | 21 de julio de 1963 (22 años)      | 10   | Vitosha Sofia       |
| 16  | DEL  | Vasil Dragolov      | 17 de agosto de 1962 (23 años)     | 2    | Beroe Stara Zagora  |
| 17  | MED  | Hristo Kolev        | 21 de septiembre de 1964 (21 años) | 7    | Lokomotiv Plovdiv   |
| 18  | DEL  | Boycho Velichkov    | 13 de agosto de 1958 (27 años)     | 26   | Lokomotiv Sofia     |
| 19  | DEL  | Atanas Pashev       | 21 de noviembre de 1963 (22 años)  | 14   | Trakia Plovdiv      |
| 20  | DEL  | Kostadin Kostadinov | 25 de junio de 1959 (26 años)      | 41   | Trakia Plovdiv      |
| 21  | DEF  | Iliya Dyakov        | 28 de septiembre de 1963 (22 años) | 5    | Dobrudzha Tolbuchin |
| 22  | POR  | Iliya Valov         | 29 de diciembre de 1961 (24 años)  | 13   | Botev Vratsa        |

#### Italia
Entrenador:  Enzo Bearzot
| No. | Pos. | Jugador              | Fecha de nacimiento (edad)         | Apa. | Club           |
| --- | ---- | -------------------- | ---------------------------------- | ---- | -------------- |
| 1   | POR  | Giovanni Galli       | 29 de abril de 1958 (28 años)      | 15   | Fiorentina     |
| 2   | DEF  | Giuseppe Bergomi     | 22 de diciembre de 1963 (22 años)  | 28   | Internazionale |
| 3   | DEF  | Antonio Cabrini      | 8 de octubre de 1957 (28 años)     | 64   | Juventus       |
| 4   | DEF  | Fulvio Collovati     | 9 de mayo de 1957 (29 años)        | 49   | Internazionale |
| 5   | DEF  | Sebastiano Nela      | 13 de marzo de 1961 (25 años)      | 2    | Roma           |
| 6   | DEF  | Gaetano Scirea       | 25 de mayo de 1953 (33 años)       | 74   | Juventus       |
| 7   | DEF  | Roberto Tricella     | 18 de marzo de 1959 (27 años)      | 6    | Hellas Verona  |
| 8   | DEF  | Pietro Vierchowod    | 6 de abril de 1959 (27 años)       | 23   | Sampdoria      |
| 9   | MED  | Carlo Ancelotti      | 10 de junio de 1959 (26 años)      | 11   | Roma           |
| 10  | MED  | Salvatore Bagni      | 25 de septiembre de 1956 (29 años) | 26   | Napoli         |
| 11  | MED  | Giuseppe Baresi      | 7 de febrero de 1958 (28 años)     | 15   | Internazionale |
| 12  | POR  | Franco Tancredi      | 10 de enero de 1955 (31 años)      | 12   | Roma           |
| 13  | MED  | Fernando De Napoli   | 15 de marzo de 1964 (22 años)      | 1    | Avellino       |
| 14  | MED  | Antonio Di Gennaro   | 5 de octubre de 1958 (27 años)     | 11   | Hellas Verona  |
| 15  | MED  | Marco Tardelli       | 24 de septiembre de 1954 (31 años) | 81   | Internazionale |
| 16  | DEL  | Bruno Conti          | 13 de marzo de 1955 (31 años)      | 43   | Roma           |
| 17  | DEL  | Gianluca Vialli      | 9 de julio de 1964 (21 años)       | 4    | Sampdoria      |
| 18  | DEL  | Alessandro Altobelli | 28 de noviembre de 1955 (30 años)  | 39   | Internazionale |
| 19  | DEL  | Giuseppe Galderisi   | 22 de marzo de 1963 (23 años)      | 6    | Hellas Verona  |
| 20  | DEL  | Paolo Rossi          | 23 de septiembre de 1956 (29 años) | 48   | Milan          |
| 21  | DEL  | Aldo Serena          | 25 de junio de 1960 (25 años)      | 5    | Juventus       |
| 22  | POR  | Walter Zenga         | 30 de abril de 1960 (26 años)      | 0    | Internazionale |

#### Corea del Sur
Entrenador:  Kim Jung-nam
| No. | Pos. | Jugador         | Fecha de nacimiento (edad)         | Apa. | Club                   |
| --- | ---- | --------------- | ---------------------------------- | ---- | ---------------------- |
| 1   | POR  | Cho Byung-deuk  | 26 de mayo de 1958 (28 años)       | N/D  | Hallelujah FC          |
| 2   | DEF  | Park Kyung-hoon | 19 de enero de 1961 (25 años)      | N/D  | POSCO Atoms            |
| 3   | DEF  | Chung Jong-soo  | 27 de marzo de 1961 (25 años)      | N/D  | Yukong Elephants       |
| 4   | MED  | Cho Kwang-rae   | 19 de marzo de 1954 (32 años)      | N/D  | Daewoo Royals          |
| 5   | DEF  | Chung Yong-hwan | 10 de febrero de 1960 (26 años)    | N/D  | Daewoo Royals          |
| 6   | DEL  | Lee Tae-ho      | 29 de enero de 1961 (25 años)      | N/D  | Daewoo Royals          |
| 7   | DEL  | Kim Jong-boo    | 3 de noviembre de 1965 (20 años)   | N/D  | Korea University       |
| 8   | DEF  | Cho Young-jeung | 18 de agosto de 1954 (31 años)     | N/D  | Lucky-Goldstar Hwangso |
| 9   | DEL  | Choi Soon-ho    | 10 de enero de 1962 (24 años)      | 47   | POSCO Atoms            |
| 10  | MED  | Park Chang-sun  | 2 de febrero de 1954 (32 años)     | N/D  | Daewoo Royals          |
| 11  | DEL  | Cha Bum-kun     | 21 de mayo de 1953 (33 años)       | 125  | Bayer Leverkusen       |
| 12  | DEF  | Kim Pyung-seok  | 22 de septiembre de 1958 (27 años) | N/D  | Hyundai Horangi        |
| 13  | MED  | Noh Soo-jin     | 10 de febrero de 1962 (24 años)    | N/D  | Yukong Elephants       |
| 14  | DEF  | Cho Min-kook    | 5 de julio de 1963 (22 años)       | N/D  | Lucky-Goldstar Hwangso |
| 15  | DEF  | Yoo Byung-ok    | 2 de marzo de 1964 (22 años)       | N/D  | Hanyang University     |
| 16  | MED  | Kim Joo-sung    | 17 de enero de 1966 (20 años)      | N/D  | Chosun University      |
| 17  | MED  | Huh Jung-moo    | 13 de enero de 1955 (31 años)      | N/D  | Hyundai Horangi        |
| 18  | MED  | Kim Sam-soo     | 8 de febrero de 1963 (23 años)     | N/D  | Hyundai Horangi        |
| 19  | DEL  | Byun Byung-joo  | 26 de abril de 1961 (25 años)      | N/D  | Daewoo Royals          |
| 20  | DEL  | Kim Yong-se     | 21 de abril de 1960 (26 años)      | N/D  | Yukong Elephants       |
| 21  | POR  | Oh Yun-kyo      | 25 de mayo de 1960 (26 años)       | N/D  | Yukong Elephants       |
| 22  | MED  | Kang Deuk-soo   | 16 de agosto de 1961 (24 años)     | N/D  | Lucky-Goldstar Hwangso |

### Grupo B

#### Bélgica
Entrenador:  Guy Thys
| No. | Pos. | Jugador             | Fecha de nacimiento (edad)        | Apa. | Club            |
| --- | ---- | ------------------- | --------------------------------- | ---- | --------------- |
| 1   | POR  | Jean-Marie Pfaff    | 4 de diciembre de 1953 (32 años)  | 51   | Bayern Munich   |
| 2   | DEF  | Eric Gerets         | 18 de mayo de 1954 (32 años)      | 56   | PSV             |
| 3   | MED  | Franky Van Der Elst | 30 de abril de 1961 (25 años)     | 9    | Club Brugge     |
| 4   | DEF  | Michel de Wolf      | 19 de enero de 1958 (28 años)     | 17   | Gent            |
| 5   | DEF  | Michel Renquin      | 3 de noviembre de 1955 (30 años)  | 47   | Standard Liège  |
| 6   | MED  | Franky Vercauteren  | 28 de octubre de 1956 (29 años)   | 48   | Anderlecht      |
| 7   | MED  | René Vandereycken   | 22 de julio de 1953 (32 años)     | 48   | Anderlecht      |
| 8   | MED  | Enzo Scifo          | 19 de febrero de 1966 (20 años)   | 13   | Anderlecht      |
| 9   | DEL  | Erwin Vandenbergh   | 26 de enero de 1959 (27 años)     | 39   | Anderlecht      |
| 10  | MED  | Philippe Desmet     | 29 de noviembre de 1958 (27 años) | 3    | Waregem         |
| 11  | MED  | Jan Ceulemans       | 28 de febrero de 1957 (29 años)   | 56   | Club Brugge     |
| 12  | POR  | Jacky Munaron       | 8 de septiembre de 1956 (29 años) | 7    | Anderlecht      |
| 13  | DEF  | Georges Grün        | 25 de enero de 1962 (24 años)     | 15   | Anderlecht      |
| 14  | DEF  | Leo Clijsters       | 6 de noviembre de 1956 (29 años)  | 13   | Waterschei Thor |
| 15  | MED  | Leo Van Der Elst    | 7 de enero de 1962 (24 años)      | 6    | Club Brugge     |
| 16  | DEL  | Nico Claesen        | 7 de octubre de 1962 (23 años)    | 14   | Standard Liège  |
| 17  | DEL  | Raymond Mommens     | 27 de diciembre de 1958 (27 años) | 14   | Lokeren         |
| 18  | DEL  | Daniel Veyt         | 9 de diciembre de 1956 (29 años)  | 2    | Waregem         |
| 19  | DEF  | Hugo Broos          | 10 de abril de 1952 (34 años)     | 21   | Club Brugge     |
| 20  | POR  | Gilbert Bodart      | 2 de septiembre de 1962 (23 años) | 1    | Standard Liège  |
| 21  | DEF  | Stéphane Demol      | 11 de marzo de 1966 (20 años)     | 2    | Anderlecht      |
| 22  | MED  | Patrick Vervoort    | 17 de enero de 1965 (21 años)     | 2    | Beerschot       |

#### Irak
Entrenador:  Evaristo de Macedo
| No. | Pos. | Jugador                | Fecha de nacimiento (edad)        | Apa. | Club       |
| --- | ---- | ---------------------- | --------------------------------- | ---- | ---------- |
| 1   | POR  | Raad Hammoudi          | 20 de abril de 1953 (33 años)     | 0    | Al-Shorta  |
| 2   | DEF  | Maad Ibrahim           | 30 de junio de 1960 (25 años)     | 0    | Al-Rasheed |
| 3   | DEF  | Khalil Allawi          | 6 de septiembre de 1958 (27 años) | 0    | Al-Rasheed |
| 4   | DEF  | Nadhim Shaker          | 13 de abril de 1958 (28 años)     | 0    | Al-Tayaran |
| 5   | DEF  | Samir Shaker           | 28 de febrero de 1958 (28 años)   | 0    | Al-Rasheed |
| 6   | MED  | Ali Hussein Shihab     | 5 de mayo de 1961 (25 años)       | 0    | Al-Talaba  |
| 7   | MED  | Haris Mohammed         | 3 de marzo de 1958 (28 años)      | 0    | Al-Rasheed |
| 8   | DEL  | Ahmed Radhi            | 21 de marzo de 1964 (22 años)     | 0    | Al-Rasheed |
| 9   | DEL  | Karim Saddam           | 26 de mayo de 1960 (26 años)      | 0    | Al-Jaish   |
| 10  | DEL  | Hussein Saeed          | 21 de enero de 1958 (28 años)     | 0    | Al-Talaba  |
| 11  | DEL  | Rahim Hameed           | 23 de mayo de 1963 (23 años)      | 0    | Al-Jaish   |
| 12  | MED  | Jamal Ali              | 2 de febrero de 1956 (30 años)    | 0    | Al-Talaba  |
| 13  | DEF  | Karim Allawi           | 1 de abril de 1960 (26 años)      | 0    | Al-Rasheed |
| 14  | MED  | Basil Gorgis           | 15 de enero de 1961 (25 años)     | 0    | Al-Shabab  |
| 15  | MED  | Natiq Hashim           | 15 de enero de 1960 (26 años)     | 0    | Al-Tayaran |
| 16  | MED  | Shaker Mahmoud         | 5 de mayo de 1960 (26 años)       | 0    | Al-Shabab  |
| 17  | DEL  | Anad Abid              | 3 de agosto de 1955 (30 años)     | 0    | Al-Rasheed |
| 18  | MED  | Ismail Mohammed Sharif | 19 de enero de 1962 (24 años)     | 0    | Al-Shabab  |
| 19  | DEF  | Basim Qasim            | 22 de marzo de 1963 (23 años)     | 0    | Al-Shorta  |
| 20  | POR  | Fatah Nsaief           | 2 de febrero de 1951 (35 años)    | 0    | Al-Jaish   |
| 21  | POR  | Ahmad Jassim           | 4 de mayo de 1960 (26 años)       | 0    | Al-Rasheed |
| 22  | DEF  | Ghanim Oraibi          | 16 de agosto de 1961 (24 años)    | 0    | Al-Shabab  |

#### México
Entrenador:  Bora Milutinović
| No. | Pos. | Jugador               | Fecha de nacimiento (edad)        | Apa. | Club        |
| --- | ---- | --------------------- | --------------------------------- | ---- | ----------- |
| 1   | POR  | Pablo Larios          | 31 de julio de 1960 (25 años)     | 31   | Cruz Azul   |
| 2   | DEF  | Mario Trejo           | 11 de febrero de 1956 (30 años)   | 50   | América     |
| 3   | DEF  | Fernando Quirarte     | 17 de mayo de 1956 (30 años)      | 30   | Guadalajara |
| 4   | DEF  | Armando Manzo         | 16 de octubre de 1958 (27 años)   | 35   | América     |
| 5   | DEL  | Francisco Javier Cruz | 24 de mayo de 1966 (20 años)      | 2    | Monterrey   |
| 6   | MED  | Carlos de los Cobos   | 10 de diciembre de 1958 (27 años) | 23   | América     |
| 7   | MED  | Miguel España         | 4 de abril de 1961 (25 años)      | 35   | UNAM Pumas  |
| 8   | MED  | Alejandro Domínguez   | 9 de febrero de 1961 (25 años)    | 15   | América     |
| 9   | DEL  | Hugo Sánchez          | 11 de julio de 1958 (27 años)     | 37   | Real Madrid |
| 10  | MED  | Tomás Boy             | 28 de junio de 1951 (34 años)     | 42   | Tigres      |
| 11  | DEL  | Carlos Hermosillo     | 24 de agosto de 1964 (21 años)    | 18   | América     |
| 12  | POR  | Ignacio Rodríguez     | 13 de agosto de 1959 (26 años)    | 11   | Atlante     |
| 13  | MED  | Javier Aguirre        | 1 de diciembre de 1958 (27 años)  | 43   | Atlante     |
| 14  | DEF  | Félix Cruz            | 4 de abril de 1961 (25 años)      | 32   | UNAM Pumas  |
| 15  | DEL  | Luis Flores           | 8 de agosto de 1962 (23 años)     | 34   | UNAM Pumas  |
| 16  | MED  | Carlos Muñoz          | 8 de septiembre de 1962 (23 años) | 32   | Tigres      |
| 17  | DEF  | Raúl Servín           | 29 de abril de 1963 (23 años)     | 20   | UNAM Pumas  |
| 18  | DEF  | Rafael Amador         | 16 de febrero de 1959 (27 años)   | 25   | UNAM Pumas  |
| 19  | MED  | Javier Hernández      | 1 de agosto de 1961 (24 años)     | 19   | Tecos F.C.. |
| 20  | POR  | Olaf Heredia          | 19 de octubre de 1957 (28 años)   | 17   | Tigres      |
| 21  | DEL  | Cristóbal Ortega      | 25 de julio de 1956 (29 años)     | 24   | América     |
| 22  | MED  | Manuel Negrete        | 15 de mayo de 1959 (27 años)      | 41   | UNAM Pumas  |

#### Paraguay
Entrenador:  Cayetano Ré
| No. | Pos. | Jugador               | Fecha de nacimiento (edad)         | Apa. | Club                   |
| --- | ---- | --------------------- | ---------------------------------- | ---- | ---------------------- |
| 1   | POR  | Roberto Fernández     | 9 de julio de 1954 (31 años)       | 43   | Deportivo Cali         |
| 2   | DEF  | Juan Bautista Torales | 9 de mayo de 1956 (30 años)        | 58   | Libertad               |
| 3   | DEF  | César Zabala          | 3 de junio de 1961 (24 años)       | 2    | Cerro Porteño          |
| 4   | DEF  | Vladimiro Schettina   | 8 de octubre de 1955 (30 años)     | 4    | Guaraní                |
| 5   | DEF  | Rogelio Delgado       | 12 de octubre de 1959 (26 años)    | 4    | Olimpia                |
| 6   | MED  | Jorge Amado Nunes     | 18 de octubre de 1961 (24 años)    | 2    | Deportivo Cali         |
| 7   | MED  | Buenaventura Ferreira | 4 de julio de 1960 (25 años)       | 2    | Deportivo Cali         |
| 8   | MED  | Julio César Romero    | 28 de agosto de 1960 (25 años)     | 11   | Fluminense             |
| 9   | DEL  | Roberto Cabañas       | 11 de abril de 1961 (25 años)      | 2    | América de Cali        |
| 10  | MED  | Adolfino Cañete       | 13 de septiembre de 1956 (29 años) | 4    | Cruz Azul              |
| 11  | DEL  | Alfredo Mendoza       | 31 de diciembre de 1963 (22 años)  | 4    | Independiente Medellín |
| 12  | POR  | Jorge Battaglia       | 12 de mayo de 1960 (26 años)       | 0    | Sol de América         |
| 13  | DEF  | Virginio Cáceres      | 21 de mayo de 1962 (24 años)       | 2    | Guaraní                |
| 14  | DEF  | Luis Caballero        | 17 de septiembre de 1962 (23 años) | 0    | Guaraní                |
| 15  | DEL  | Eufemio Cabral        | 21 de marzo de 1955 (31 años)      | ?    | Guaraní                |
| 16  | MED  | Jorge Guasch          | 17 de enero de 1961 (25 años)      | 0    | Olimpia                |
| 17  | DEL  | Francisco Alcaraz     | 4 de octubre de 1960 (25 años)     | ?    | Nacional               |
| 18  | DEL  | Evaristo Isasi        | 26 de octubre de 1955 (30 años)    | 6    | Olimpia                |
| 19  | MED  | Rolando Chilavert     | 22 de mayo de 1961 (25 años)       | ?    | Guaraní                |
| 20  | DEL  | Ramón Hicks           | 30 de mayo de 1959 (27 años)       | 1    | Libertad               |
| 21  | DEL  | Faustino Alonso       | 15 de febrero de 1961 (25 años)    | ?    | Sol de América         |
| 22  | POR  | Julián Coronel        | 23 de octubre de 1958 (27 años)    | 0    | Guaraní                |

### Grupo C

#### Canadá
Entrenador:  Tony Waiters
| No. | Pos. | Jugador          | Fecha de nacimiento (edad)         | Apa. | Club                          |
| --- | ---- | ---------------- | ---------------------------------- | ---- | ----------------------------- |
| 1   | POR  | Tino Lettieri    | 27 de septiembre de 1957 (28 años) | 21   | Minnesota Strikers            |
| 2   | DEF  | Bob Lenarduzzi   | 1 de mayo de 1955 (31 años)        | 44   | Tacoma Stars                  |
| 3   | DEF  | Bruce Wilson     | 20 de junio de 1951 (34 años)      | 54   | Inex Toronto                  |
| 4   | MED  | Randy Ragan      | 7 de junio de 1959 (26 años)       | 32   | Toronto Blizzard              |
| 5   | DEF  | Terry Moore      | 2 de junio de 1958 (27 años)       | 11   | Glentoran                     |
| 6   | DEF  | Ian Bridge       | 18 de septiembre de 1959 (26 años) | 20   | La Chaux-de-Fonds             |
| 7   | DEL  | Carl Valentine   | 4 de julio de 1958 (27 años)       | 3    | Cleveland Force               |
| 8   | MED  | Gerry Gray       | 20 de enero de 1961 (25 años)      | 22   | Chicago Sting                 |
| 9   | DEL  | Branko Šegota    | 8 de junio de 1961 (24 años)       | 11   | San Diego Sockers             |
| 10  | DEL  | Igor Vrablic     | 19 de julio de 1965 (20 años)      | 27   | Seraing                       |
| 11  | MED  | Mike Sweeney     | 25 de diciembre de 1959 (26 años)  | 26   | Cleveland Force               |
| 12  | DEF  | Randy Samuel     | 23 de diciembre de 1963 (22 años)  | 25   | PSV                           |
| 13  | DEL  | George Pakos     | 14 de agosto de 1952 (33 años)     | 22   | Victoria Athletic Association |
| 14  | DEL  | Dale Mitchell    | 21 de abril de 1958 (28 años)      | 26   | Tacoma Stars                  |
| 15  | MED  | Paul James       | 11 de noviembre de 1963 (22 años)  | 30   | Monterrey                     |
| 16  | MED  | Greg Ion         | 12 de marzo de 1963 (23 años)      | 5    | Los Angeles Lazers            |
| 17  | MED  | David Norman     | 6 de mayo de 1962 (24 años)        | 22   | Tacoma Stars                  |
| 18  | MED  | Jamie Lowery     | 15 de enero de 1961 (25 años)      | 5    | Tacoma Stars                  |
| 19  | DEF  | Pasquale De Luca | 26 de mayo de 1962 (24 años)       | 19   | Cleveland Force               |
| 20  | DEF  | Colin Miller     | 4 de octubre de 1964 (21 años)     | 7    | Rangers                       |
| 21  | POR  | Sven Habermann   | 3 de noviembre de 1961 (24 años)   | 11   | Inex Toronto                  |
| 22  | POR  | Paul Dolan       | 16 de abril de 1966 (20 años)      | 20   | Edmonton Brick Men            |

#### Francia
Entrenador:  Henri Michel
| No. | Pos. | Jugador             | Fecha de nacimiento (edad)        | Apa. | Club                |
| --- | ---- | ------------------- | --------------------------------- | ---- | ------------------- |
| 1   | POR  | Joël Bats           | 4 de enero de 1957 (29 años)      | 23   | Paris Saint-Germain |
| 2   | DEF  | Manuel Amorós       | 1 de febrero de 1962 (24 años)    | 32   | Monaco              |
| 3   | DEF  | William Ayache      | 10 de enero de 1961 (25 años)     | 9    | Nantes              |
| 4   | DEF  | Patrick Battiston   | 12 de marzo de 1957 (29 años)     | 42   | Bordeaux            |
| 5   | DEF  | Michel Bibard       | 30 de noviembre de 1958 (27 años) | 5    | Paris Saint-Germain |
| 6   | DEF  | Maxime Bossis       | 26 de junio de 1955 (30 años)     | 69   | Racing Paris        |
| 7   | DEF  | Yvon Le Roux        | 19 de abril de 1960 (26 años)     | 18   | Nantes              |
| 8   | DEF  | Thierry Tusseau     | 19 de enero de 1958 (28 años)     | 18   | Bordeaux            |
| 9   | MED  | Luis Fernández      | 2 de octubre de 1959 (26 años)    | 28   | Paris Saint-Germain |
| 10  | MED  | Michel Platini      | 21 de junio de 1955 (30 años)     | 63   | Juventus            |
| 11  | MED  | Jean-Marc Ferreri   | 26 de diciembre de 1962 (23 años) | 14   | Auxerre             |
| 12  | MED  | Alain Giresse       | 2 de septiembre de 1952 (33 años) | 41   | Bordeaux            |
| 13  | MED  | Bernard Genghini    | 18 de enero de 1958 (28 años)     | 25   | Monaco              |
| 14  | MED  | Jean Tigana         | 23 de junio de 1955 (30 años)     | 40   | Bordeaux            |
| 15  | MED  | Philippe Vercruysse | 28 de enero de 1962 (24 años)     | 2    | Lens                |
| 16  | DEL  | Bruno Bellone       | 14 de marzo de 1962 (24 años)     | 24   | Monaco              |
| 17  | DEL  | Jean-Pierre Papin   | 5 de noviembre de 1963 (22 años)  | 1    | Club Brugge         |
| 18  | DEL  | Dominique Rocheteau | 14 de enero de 1955 (31 años)     | 45   | Paris Saint-Germain |
| 19  | DEL  | Yannick Stopyra     | 9 de enero de 1961 (25 años)      | 16   | Toulouse            |
| 20  | DEL  | Daniel Xuereb       | 22 de junio de 1959 (26 años)     | 3    | Lens                |
| 21  | POR  | Philippe Bergeroo   | 13 de enero de 1954 (32 años)     | 3    | Toulouse            |
| 22  | POR  | Albert Rust         | 10 de octubre de 1953 (32 años)   | 0    | Sochaux             |

Este equipo fue numerado alfabéticamente por apellido dentro de cada grupo posicional, y a los porteros se les asignaron las camisetas tradicionales de porteros franceses 1, 21 y 22 alfabéticamente. Las excepciones fueron Platini y Giresse, quienes recibieron sus camisetas favoritas #10 y #12.

#### Hungría
Entrenador:  György Mezey
| No. | Pos. | Jugador          | Fecha de nacimiento (edad)         | Apa. | Club                 |
| --- | ---- | ---------------- | ---------------------------------- | ---- | -------------------- |
| 1   | POR  | Péter Disztl     | 30 de marzo de 1960 (26 años)      | 13   | Videoton             |
| 2   | DEF  | Sándor Sallai    | 26 de marzo de 1960 (26 años)      | 31   | Budapest Honvéd      |
| 3   | DEF  | Antal Róth       | 14 de septiembre de 1960 (25 años) | 18   | Pécsi Munkás         |
| 4   | DEF  | József Varga     | 9 de octubre de 1954 (31 años)     | 29   | Denizlispor          |
| 5   | DEF  | József Kardos    | 22 de marzo de 1960 (26 años)      | 27   | Újpesti Dózsa        |
| 6   | DEF  | Imre Garaba      | 29 de julio de 1958 (27 años)      | 53   | Budapest Honvéd      |
| 7   | DEL  | József Kiprich   | 6 de septiembre de 1963 (22 años)  | 14   | Tatabányai Bányász   |
| 8   | DEF  | Antal Nagy       | 17 de octubre de 1956 (29 años)    | 25   | Budapest Honvéd      |
| 9   | DEL  | László Dajka     | 29 de abril de 1959 (27 años)      | 19   | Budapest Honvéd      |
| 10  | MED  | Lajos Détári     | 24 de abril de 1963 (23 años)      | 17   | Budapest Honvéd      |
| 11  | DEL  | Márton Esterházy | 9 de abril de 1956 (30 años)       | 21   | AEK Athens           |
| 12  | DEF  | József Csuhay    | 12 de julio de 1957 (28 años)      | 9    | Videoton             |
| 13  | DEF  | László Disztl    | 4 de junio de 1962 (23 años)       | 5    | Videoton             |
| 14  | DEF  | Zoltán Péter     | 23 de marzo de 1958 (28 años)      | 21   | Zalaegerszeg         |
| 15  | MED  | Péter Hannich    | 30 de marzo de 1957 (29 años)      | 23   | Rába ETO Győr        |
| 16  | MED  | József Nagy      | 20 de octubre de 1960 (25 años)    | 1    | Szombathelyi Haladás |
| 17  | MED  | Győző Burcsa     | 13 de marzo de 1954 (32 años)      | 11   | Auxerre              |
| 18  | POR  | József Szendrei  | 25 de abril de 1954 (32 años)      | 2    | Újpesti Dózsa        |
| 19  | MED  | György Bognár    | 5 de noviembre de 1961 (24 años)   | 7    | MTK Hungária         |
| 20  | DEL  | Kálmán Kovács    | 11 de septiembre de 1965 (20 años) | 8    | Budapest Honvéd      |
| 21  | MED  | Gyula Hajszán    | 9 de octubre de 1961 (24 años)     | 22   | Rába ETO Győr        |
| 22  | POR  | József Andrusch  | 31 de marzo de 1956 (30 años)      | 5    | Budapest Honvéd      |

#### Unión Soviética
Entrenador:  Valeri Lobanovsky
| No. | Pos. | Jugador              | Fecha de nacimiento (edad)         | Apa. | Club                  |
| --- | ---- | -------------------- | ---------------------------------- | ---- | --------------------- |
| 1   | POR  | Rinat Dasayev        | 13 de junio de 1957 (28 años)      | 58   | Spartak Moscow        |
| 2   | DEF  | Volodymyr Bezsonov   | 5 de marzo de 1958 (28 años)       | 53   | Dinamo Kiev           |
| 3   | DEF  | Aleksandr Chivadze   | 8 de abril de 1955 (31 años)       | 42   | Dinamo Tbilisi        |
| 4   | DEF  | Gennady Morozov      | 30 de diciembre de 1962 (23 años)  | 9    | Spartak Moscow        |
| 5   | DEF  | Anatoliy Demyanenko  | 19 de febrero de 1959 (27 años)    | 46   | Dinamo Kiev           |
| 6   | DEF  | Aleksandr Bubnov     | 10 de octubre de 1955 (30 años)    | 32   | Spartak Moscow        |
| 7   | MED  | Ivan Yaremchuk       | 19 de marzo de 1962 (24 años)      | 2    | Dinamo Kiev           |
| 8   | MED  | Pavel Yakovenko      | 19 de diciembre de 1964 (21 años)  | 1    | Dynamo Kiev           |
| 9   | MED  | Aleksandr Zavarov    | 24 de abril de 1961 (25 años)      | 7    | Dinamo Kiev           |
| 10  | DEF  | Oleh Kuznetsov       | 22 de marzo de 1963 (23 años)      | 5    | Dinamo Kiev           |
| 11  | DEL  | Oleh Blokhin         | 5 de noviembre de 1952 (33 años)   | 104  | Dinamo Kiev           |
| 12  | MED  | Andriy Bal           | 16 de febrero de 1958 (28 años)    | 17   | Dinamo Kiev           |
| 13  | MED  | Gennadiy Litovchenko | 11 de septiembre de 1963 (22 años) | 18   | Dnipro Dnipropetrovsk |
| 14  | DEL  | Sergey Rodionov      | 3 de septiembre de 1962 (23 años)  | 17   | Spartak Moscow        |
| 15  | DEF  | Nikolay Larionov     | 19 de enero de 1957 (29 años)      | 15   | Zenit Leningrad       |
| 16  | POR  | Viktor Chanov        | 21 de julio de 1959 (26 años)      | 1    | Dinamo Kiev           |
| 17  | MED  | Vadym Yevtushenko    | 1 de enero de 1958 (28 años)       | 7    | Dinamo Kiev           |
| 18  | DEL  | Oleh Protasov        | 4 de febrero de 1964 (22 años)     | 19   | Dnipro Dnipropetrovsk |
| 19  | MED  | Ihor Belanov         | 25 de septiembre de 1960 (25 años) | 4    | Dinamo Kiev           |
| 20  | MED  | Sergei Aleinikov     | 7 de noviembre de 1961 (24 años)   | 23   | Dinamo Minsk          |
| 21  | MED  | Vasiliy Rats         | 25 de abril de 1961 (25 años)      | 2    | Dinamo Kiev           |
| 22  | POR  | Serhiy Krakovskiy    | 11 de agosto de 1960 (25 años)     | 0    | Dnipro Dnipropetrovsk |

### Grupo D

#### Argelia
Entrenador:  Rabah Saâdane
| No. | Pos. | Jugador                  | Fecha de nacimiento (edad)        | Apa. | Club            |
| --- | ---- | ------------------------ | --------------------------------- | ---- | --------------- |
| 1   | POR  | Nacerdine Drid           | 22 de enero de 1957 (29 años)     | 0    | MP Oran         |
| 2   | DEF  | Mahmoud Guendouz         | 24 de febrero de 1953 (33 años)   | 8    | JS El Biar      |
| 3   | MED  | Fathi Chebal             | 19 de agosto de 1956 (29 años)    | ?    | Rouen           |
| 4   | DEF  | Nourredine Kourichi      | 12 de abril de 1954 (32 años)     | 3    | Lille           |
| 5   | DEF  | Abdellah Medjadi Liegeon | 1 de diciembre de 1957 (28 años)  | 0    | Monaco          |
| 6   | MED  | Mohammed Kaci Said       | 2 de mayo de 1958 (28 años)       | 0    | RS Kouba        |
| 7   | DEL  | Salah Assad              | 13 de marzo de 1958 (28 años)     | 7    | Mulhouse        |
| 8   | MED  | Karim Maroc              | 5 de marzo de 1958 (28 años)      | 0    | Montpellier     |
| 9   | DEL  | Djamel Menad             | 22 de julio de 1960 (25 años)     | 4    | JE Tizi-Ouzou   |
| 10  | MED  | Lakhdar Belloumi         | 29 de diciembre de 1958 (27 años) | 7    | GCR Mascara     |
| 11  | DEL  | Rabah Madjer             | 15 de diciembre de 1958 (27 años) | 8    | Porto           |
| 12  | DEL  | Tedj Bensaoula           | 1 de diciembre de 1954 (31 años)  | 8    | Le Havre        |
| 13  | DEL  | Rachid Harkouk           | 16 de mayo de 1956 (30 años)      | 0    | Notts County    |
| 14  | DEL  | Djamel Zidane            | 28 de abril de 1955 (31 años)     | 2    | Waterschei Thor |
| 15  | DEF  | Abdelhamid Sadmi         | 1 de enero de 1961 (25 años)      | 1    | JE Tizi-Ouzou   |
| 16  | DEF  | Faouzi Mansouri          | 17 de enero de 1956 (30 años)     | 3    | Montpellier     |
| 17  | MED  | Fawzi Benkhalidi         | 3 de febrero de 1963 (23 años)    | ?    | WKF Boufarik    |
| 18  | MED  | Halim Benmabrouk         | 25 de junio de 1960 (25 años)     | 0    | Racing Paris    |
| 19  | DEF  | Mohammed Chaib           | 20 de mayo de 1957 (29 años)      | 0    | RS Kouba        |
| 20  | DEF  | Fodil Megharia           | 23 de mayo de 1961 (25 años)      | 1    | ASO Chlef       |
| 21  | POR  | Larbi El Hadi            | 27 de mayo de 1961 (25 años)      | 0    | WKF Boufarik    |
| 22  | POR  | Mourad Amara             | 19 de febrero de 1959 (27 años)   | 4    | JE Tizi-Ouzou   |

#### Brasil
Entrenador:  Telê Santana
| No. | Pos. | Jugador      | Fecha de nacimiento (edad)         | Apa. | Club             |
| --- | ---- | ------------ | ---------------------------------- | ---- | ---------------- |
| 1   | POR  | Carlos       | 4 de marzo de 1956 (30 años)       | 16   | Corinthians      |
| 2   | DEF  | Édson        | 3 de julio de 1959 (26 años)       | 17   | Corinthians      |
| 3   | DEF  | Oscar        | 20 de junio de 1954 (31 años)      | 59   | São Paulo        |
| 4   | DEF  | Edinho       | 5 de junio de 1955 (30 años)       | 40   | Udinese          |
| 5   | MED  | Falcão       | 16 de octubre de 1953 (32 años)    | 26   | São Paulo        |
| 6   | MED  | Júnior       | 29 de junio de 1954 (31 años)      | 56   | Torino           |
| 7   | DEL  | Müller       | 31 de enero de 1966 (20 años)      | 7    | São Paulo        |
| 8   | DEL  | Casagrande   | 15 de abril de 1963 (23 años)      | 16   | Corinthians      |
| 9   | DEL  | Careca       | 5 de octubre de 1960 (25 años)     | 28   | São Paulo        |
| 10  | MED  | Zico         | 3 de marzo de 1953 (33 años)       | 68   | Flamengo         |
| 11  | DEL  | Edivaldo     | 13 de abril de 1962 (24 años)      | 2    | Atlético Mineiro |
| 12  | POR  | Paulo Vítor  | 7 de junio de 1957 (28 años)       | 8    | Fluminense       |
| 13  | DEF  | Josimar      | 19 de septiembre de 1961 (24 años) | 0    | Botafogo         |
| 14  | DEF  | Júlio César  | 8 de marzo de 1963 (23 años)       | 1    | Guarani          |
| 15  | MED  | Alemão       | 22 de noviembre de 1961 (24 años)  | 14   | Botafogo         |
| 16  | DEF  | Mauro Galvão | 19 de diciembre de 1961 (24 años)  | 1    | Internacional    |
| 17  | DEF  | Branco       | 4 de abril de 1964 (22 años)       | 9    | Fluminense       |
| 18  | MED  | Sócrates     | 19 de febrero de 1954 (32 años)    | 55   | Flamengo         |
| 19  | MED  | Elzo         | 22 de enero de 1961 (25 años)      | 6    | Atlético Mineiro |
| 20  | MED  | Paulo Silas  | 27 de agosto de 1965 (20 años)     | 3    | São Paulo        |
| 21  | MED  | Valdo        | 12 de enero de 1964 (22 años)      | 0    | Grêmio           |
| 22  | POR  | Leão         | 11 de julio de 1949 (36 años)      | 80   | Palmeiras        |

#### Irlanda del Norte
Entrenador:  Billy Bingham
| No. | Pos. | Jugador           | Fecha de nacimiento (edad)         | Apa. | Club                   |
| --- | ---- | ----------------- | ---------------------------------- | ---- | ---------------------- |
| 1   | POR  | Pat Jennings      | 12 de junio de 1945 (40 años)      | 116  | Everton                |
| 2   | DEF  | Jimmy Nicholl     | 28 de diciembre de 1956 (29 años)  | 70   | West Bromwich Albion   |
| 3   | DEF  | Mal Donaghy       | 13 de septiembre de 1957 (28 años) | 42   | Luton Town             |
| 4   | DEF  | John O'Neill      | 11 de marzo de 1958 (28 años)      | 36   | Leicester City         |
| 5   | DEF  | Alan McDonald     | 12 de octubre de 1963 (22 años)    | 5    | Queens Park Rangers    |
| 6   | MED  | David McCreery    | 16 de septiembre de 1957 (28 años) | 53   | Newcastle United       |
| 7   | MED  | Steve Penney      | 16 de enero de 1964 (22 años)      | 7    | Brighton & Hove Albion |
| 8   | MED  | Sammy McIlroy     | 2 de agosto de 1954 (31 años)      | 84   | Manchester City        |
| 9   | DEL  | Jimmy Quinn       | 18 de noviembre de 1959 (26 años)  | 11   | Blackburn Rovers       |
| 10  | MED  | Norman Whiteside  | 7 de mayo de 1965 (21 años)        | 26   | Manchester United      |
| 11  | DEL  | Ian Stewart       | 10 de septiembre de 1961 (24 años) | 26   | Newcastle United       |
| 12  | POR  | Jim Platt         | 26 de enero de 1951 (35 años)      | 23   | Coleraine              |
| 13  | POR  | Philip Hughes     | 19 de noviembre de 1964 (21 años)  | 0    | Bury                   |
| 14  | DEL  | Gerry Armstrong   | 23 de mayo de 1954 (32 años)       | 62   | Chesterfield           |
| 15  | DEF  | Nigel Worthington | 4 de noviembre de 1961 (24 años)   | 8    | Sheffield Wednesday    |
| 16  | MED  | Paul Ramsey       | 3 de septiembre de 1962 (23 años)  | 9    | Leicester City         |
| 17  | DEL  | Colin Clarke      | 30 de octubre de 1962 (23 años)    | 3    | AFC Bournemouth        |
| 18  | DEF  | John McClelland   | 7 de diciembre de 1955 (30 años)   | 38   | Watford                |
| 19  | DEL  | Billy Hamilton    | 9 de mayo de 1957 (29 años)        | 38   | Oxford United          |
| 20  | MED  | Bernard McNally   | 17 de febrero de 1963 (23 años)    | 1    | Shrewsbury Town        |
| 21  | MED  | David Campbell    | 2 de junio de 1965 (20 años)       | 1    | Nottingham Forest      |
| 22  | DEL  | Mark Caughey      | 31 de agosto de 1960 (25 años)     | 2    | Linfield               |

#### España
Entrenador:  Miguel Muñoz
| No. | Pos. | Jugador              | Fecha de nacimiento (edad)         | Apa. | Club            |
| --- | ---- | -------------------- | ---------------------------------- | ---- | --------------- |
| 1   | POR  | Andoni Zubizarreta   | 23 de octubre de 1961 (24 años)    | 9    | Athletic Bilbao |
| 2   | DEF  | Tomás                | 9 de agosto de 1960 (25 años)      | 5    | Atlético Madrid |
| 3   | DEF  | José Antonio Camacho | 8 de junio de 1955 (30 años)       | 64   | Real Madrid     |
| 4   | DEF  | Antonio Maceda       | 16 de mayo de 1957 (29 años)       | 35   | Real Madrid     |
| 5   | MED  | Víctor               | 15 de marzo de 1957 (29 años)      | 36   | Barcelona       |
| 6   | DEF  | Rafael Gordillo      | 24 de febrero de 1957 (29 años)    | 62   | Real Madrid     |
| 7   | MED  | Juan Señor           | 26 de agosto de 1958 (27 años)     | 29   | Real Zaragoza   |
| 8   | DEF  | Andoni Goikoetxea    | 23 de agosto de 1956 (29 años)     | 29   | Athletic Bilbao |
| 9   | DEL  | Emilio Butragueño    | 22 de julio de 1963 (22 años)      | 11   | Real Madrid     |
| 10  | MED  | Lobo Carrasco        | 6 de marzo de 1959 (27 años)       | 30   | Barcelona       |
| 11  | DEF  | Julio Alberto        | 7 de octubre de 1958 (27 años)     | 22   | Barcelona       |
| 12  | MED  | Quique Setién        | 27 de septiembre de 1958 (27 años) | 3    | Atlético Madrid |
| 13  | POR  | Urruti               | 17 de febrero de 1952 (34 años)    | 5    | Barcelona       |
| 14  | MED  | Ricardo Gallego      | 8 de febrero de 1959 (27 años)     | 26   | Real Madrid     |
| 15  | DEF  | Chendo               | 12 de octubre de 1961 (24 años)    | 1    | Real Madrid     |
| 16  | DEL  | Poli Rincón          | 28 de abril de 1957 (29 años)      | 20   | Real Betis      |
| 17  | MED  | Francisco            | 1 de noviembre de 1962 (23 años)   | 14   | Sevilla         |
| 18  | MED  | Ramón Calderé        | 16 de enero de 1959 (27 años)      | 6    | Barcelona       |
| 19  | DEL  | Julio Salinas        | 11 de septiembre de 1962 (23 años) | 3    | Athletic Bilbao |
| 20  | DEL  | Eloy                 | 10 de julio de 1964 (21 años)      | 3    | Sporting Gijón  |
| 21  | MED  | Míchel               | 23 de marzo de 1963 (23 años)      | 5    | Real Madrid     |
| 22  | POR  | Juan Carlos Ablanedo | 2 de septiembre de 1963 (22 años)  | 0    | Sporting Gijón  |

### Grupo E

#### Dinamarca
Entrenador:  Sepp Piontek
| No. | Pos. | Jugador              | Fecha de nacimiento (edad)         | Apa. | Club              |
| --- | ---- | -------------------- | ---------------------------------- | ---- | ----------------- |
| 1   | POR  | Troels Rasmussen     | 4 de julio de 1961 (24 años)       | 15   | AGF               |
| 2   | DEF  | John Sivebæk         | 25 de octubre de 1961 (24 años)    | 36   | Manchester United |
| 3   | DEF  | Søren Busk           | 10 de abril de 1953 (33 años)      | 46   | MVV               |
| 4   | DEF  | Morten Olsen         | 14 de agosto de 1949 (36 años)     | 79   | Anderlecht        |
| 5   | DEF  | Ivan Nielsen         | 9 de octubre de 1956 (29 años)     | 31   | Feyenoord         |
| 6   | MED  | Søren Lerby          | 1 de febrero de 1958 (28 años)     | 51   | Bayern Munich     |
| 7   | MED  | Jan Mølby            | 4 de julio de 1963 (22 años)       | 20   | Liverpool         |
| 8   | DEL  | Jesper Olsen         | 20 de marzo de 1961 (25 años)      | 26   | Manchester United |
| 9   | MED  | Klaus Berggreen      | 3 de febrero de 1958 (28 años)     | 32   | Pisa              |
| 10  | DEL  | Preben Elkjær        | 11 de septiembre de 1957 (28 años) | 56   | Hellas Verona     |
| 11  | MED  | Michael Laudrup      | 15 de junio de 1964 (21 años)      | 30   | Juventus          |
| 12  | MED  | Jens Jørn Bertelsen  | 15 de febrero de 1952 (34 años)    | 58   | Aarau             |
| 13  | MED  | Per Frimann          | 4 de junio de 1962 (23 años)       | 10   | Anderlecht        |
| 14  | DEL  | Allan Simonsen       | 15 de diciembre de 1952 (33 años)  | 53   | Vejle             |
| 15  | MED  | Frank Arnesen        | 30 de septiembre de 1956 (29 años) | 45   | PSV               |
| 16  | POR  | Ole Qvist            | 25 de febrero de 1950 (36 años)    | 38   | KB                |
| 17  | DEF  | Kent Nielsen         | 28 de diciembre de 1961 (24 años)  | 4    | Brønshøj          |
| 18  | DEL  | Flemming Christensen | 10 de abril de 1958 (28 años)      | 10   | Lyngby            |
| 19  | DEL  | John Eriksen         | 20 de noviembre de 1957 (28 años)  | 5    | Feyenoord         |
| 20  | MED  | Jan Bartram          | 6 de marzo de 1962 (24 años)       | 3    | AGF               |
| 21  | DEF  | Henrik Andersen      | 7 de mayo de 1965 (21 años)        | 6    | Anderlecht        |
| 22  | POR  | Lars Høgh            | 14 de enero de 1959 (27 años)      | 3    | Odense            |

#### Escocia
Entrenador:  Alex Ferguson
| No. | Pos. | Jugador          | Fecha de nacimiento (edad)         | Apa. | Club              |
| --- | ---- | ---------------- | ---------------------------------- | ---- | ----------------- |
| 1   | POR  | Jim Leighton     | 24 de julio de 1958 (27 años)      | 26   | Aberdeen          |
| 2   | DEF  | Richard Gough    | 5 de abril de 1962 (24 años)       | 23   | Dundee United     |
| 3   | DEF  | Maurice Malpas   | 3 de agosto de 1962 (23 años)      | 10   | Dundee United     |
| 4   | MED  | Graeme Souness   | 6 de mayo de 1953 (33 años)        | 52   | Rangers           |
| 5   | DEF  | Alex McLeish     | 21 de enero de 1959 (27 años)      | 43   | Aberdeen          |
| 6   | DEF  | Willie Miller    | 2 de mayo de 1955 (31 años)        | 48   | Aberdeen          |
| 7   | MED  | Gordon Strachan  | 9 de febrero de 1957 (29 años)     | 34   | Manchester United |
| 8   | DEF  | Roy Aitken       | 24 de noviembre de 1958 (27 años)  | 20   | Celtic            |
| 9   | MED  | Eamonn Bannon    | 18 de abril de 1958 (28 años)      | 9    | Dundee United     |
| 10  | MED  | Jim Bett         | 25 de noviembre de 1959 (26 años)  | 17   | Aberdeen          |
| 11  | MED  | Paul McStay      | 22 de octubre de 1964 (21 años)    | 14   | Celtic            |
| 12  | POR  | Andy Goram       | 13 de abril de 1964 (22 años)      | 3    | Oldham Athletic   |
| 13  | DEF  | Steve Nicol      | 11 de diciembre de 1961 (24 años)  | 8    | Liverpool         |
| 14  | DEF  | David Narey      | 12 de junio de 1956 (29 años)      | 28   | Dundee United     |
| 15  | DEF  | Arthur Albiston  | 14 de julio de 1957 (28 años)      | 13   | Manchester United |
| 16  | DEL  | Frank McAvennie  | 22 de noviembre de 1959 (26 años)  | 2    | West Ham United   |
| 17  | DEL  | Steve Archibald  | 27 de septiembre de 1956 (29 años) | 26   | Barcelona         |
| 18  | DEL  | Graeme Sharp     | 16 de octubre de 1960 (25 años)    | 6    | Everton           |
| 19  | DEL  | Charlie Nicholas | 30 de diciembre de 1961 (24 años)  | 15   | Arsenal           |
| 20  | DEL  | Paul Sturrock    | 10 de octubre de 1956 (29 años)    | 17   | Dundee United     |
| 21  | DEL  | Davie Cooper     | 25 de febrero de 1956 (30 años)    | 14   | Rangers           |
| 22  | POR  | Alan Rough       | 25 de noviembre de 1951 (34 años)  | 53   | Hibernian         |

#### Uruguay
Entrenador:  Omar Borrás
| No. | Pos. | Jugador               | Fecha de nacimiento (edad)         | Apa. | Club                 |
| --- | ---- | --------------------- | ---------------------------------- | ---- | -------------------- |
| 1   | POR  | Rodolfo Rodríguez     | 20 de enero de 1956 (30 años)      | 78   | Santos               |
| 2   | DEF  | Nelson Gutiérrez      | 13 de abril de 1962 (24 años)      | 31   | River Plate          |
| 3   | DEF  | Eduardo Mario Acevedo | 25 de septiembre de 1959 (26 años) | 37   | Defensor Sporting    |
| 4   | DEF  | Víctor Diogo          | 9 de abril de 1958 (28 años)       | 31   | Palmeiras            |
| 5   | MED  | Miguel Bossio         | 10 de febrero de 1960 (26 años)    | 27   | Peñarol              |
| 6   | DEF  | José Batista          | 6 de marzo de 1962 (24 años)       | 8    | Deportivo Español    |
| 7   | DEL  | Antonio Alzamendi     | 7 de junio de 1956 (29 años)       | 6    | River Plate          |
| 8   | MED  | Jorge Barrios         | 24 de enero de 1961 (25 años)      | 53   | Olympiacos           |
| 9   | DEL  | Jorge da Silva        | 11 de diciembre de 1961 (24 años)  | 19   | Atlético Madrid      |
| 10  | DEL  | Enzo Francescoli      | 12 de noviembre de 1961 (24 años)  | 22   | River Plate          |
| 11  | MED  | Sergio Santín         | 6 de agosto de 1956 (29 años)      | 14   | Atlético Nacional    |
| 12  | POR  | Fernando Álvez        | 4 de septiembre de 1959 (26 años)  | 6    | Peñarol              |
| 13  | DEF  | César Vega            | 2 de septiembre de 1959 (26 años)  | 7    | Danubio              |
| 14  | DEF  | Darío Pereyra         | 19 de octubre de 1956 (29 años)    | 31   | São Paulo            |
| 15  | DEF  | Eliseo Rivero         | 27 de diciembre de 1957 (28 años)  | 6    | Peñarol              |
| 16  | MED  | Mario Saralegui       | 24 de abril de 1959 (27 años)      | 26   | Peñarol              |
| 17  | MED  | José Luis Zalazar     | 26 de octubre de 1963 (22 años)    | 15   | Peñarol              |
| 18  | MED  | Rubén Paz             | 8 de agosto de 1959 (26 años)      | 22   | Internacional        |
| 19  | DEL  | Venancio Ramos        | 20 de junio de 1959 (26 años)      | 36   | Lens                 |
| 20  | DEL  | Carlos Aguilera       | 21 de septiembre de 1964 (21 años) | 38   | Nacional             |
| 21  | DEL  | Wilmar Cabrera        | 31 de julio de 1959 (26 años)      | 24   | Valencia             |
| 22  | POR  | Celso Otero           | 1 de febrero de 1958 (28 años)     | 0    | Montevideo Wanderers |

#### Alemania Federal
Entrenador:  Franz Beckenbauer
| No. | Pos. | Jugador               | Fecha de nacimiento (edad)         | Apa. | Club                     |
| --- | ---- | --------------------- | ---------------------------------- | ---- | ------------------------ |
| 1   | POR  | Harald Schumacher     | 6 de marzo de 1954 (32 años)       | 67   | 1. FC Köln               |
| 2   | DEF  | Hans-Peter Briegel    | 11 de octubre de 1955 (30 años)    | 66   | Hellas Verona            |
| 3   | DEF  | Andreas Brehme        | 9 de noviembre de 1960 (25 años)   | 23   | 1. FC Kaiserslautern     |
| 4   | DEF  | Karlheinz Förster     | 25 de julio de 1958 (27 años)      | 74   | VfB Stuttgart            |
| 5   | DEF  | Matthias Herget       | 14 de noviembre de 1955 (30 años)  | 21   | Bayer Uerdingen          |
| 6   | DEF  | Norbert Eder          | 7 de noviembre de 1955 (30 años)   | 2    | Bayern Munich            |
| 7   | DEL  | Pierre Littbarski     | 16 de abril de 1960 (26 años)      | 40   | 1. FC Köln               |
| 8   | MED  | Lothar Matthäus       | 21 de marzo de 1961 (25 años)      | 41   | Bayern Munich            |
| 9   | DEL  | Rudi Völler           | 13 de abril de 1960 (26 años)      | 31   | Werder Bremen            |
| 10  | MED  | Felix Magath          | 26 de julio de 1953 (32 años)      | 37   | Hamburger SV             |
| 11  | DEL  | Karl-Heinz Rummenigge | 25 de septiembre de 1955 (30 años) | 88   | Internazionale           |
| 12  | POR  | Uli Stein             | 23 de octubre de 1954 (31 años)    | 6    | Hamburger SV             |
| 13  | MED  | Karl Allgöwer         | 5 de enero de 1957 (29 años)       | 10   | VfB Stuttgart            |
| 14  | DEF  | Thomas Berthold       | 12 de noviembre de 1964 (21 años)  | 12   | Eintracht Frankfurt      |
| 15  | DEF  | Klaus Augenthaler     | 26 de septiembre de 1957 (28 años) | 11   | Bayern Munich            |
| 16  | MED  | Olaf Thon             | 1 de mayo de 1966 (20 años)        | 10   | Schalke 04               |
| 17  | DEF  | Ditmar Jakobs         | 28 de agosto de 1953 (32 años)     | 14   | Hamburger SV             |
| 18  | MED  | Uwe Rahn              | 21 de mayo de 1962 (24 años)       | 9    | Borussia Mönchengladbach |
| 19  | DEL  | Klaus Allofs          | 5 de diciembre de 1956 (29 años)   | 40   | 1. FC Köln               |
| 20  | DEL  | Dieter Hoeneß         | 7 de enero de 1953 (33 años)       | 4    | Bayern Munich            |
| 21  | MED  | Wolfgang Rolff        | 26 de diciembre de 1959 (26 años)  | 17   | Hamburger SV             |
| 22  | POR  | Eike Immel            | 27 de noviembre de 1960 (25 años)  | 4    | Borussia Dortmund        |

### Grupo F

#### Inglaterra
Entrenador:  Bobby Robson
| No. | Pos. | Jugador         | Fecha de nacimiento (edad)         | Apa. | Club                |
| --- | ---- | --------------- | ---------------------------------- | ---- | ------------------- |
| 1   | POR  | Peter Shilton   | 18 de septiembre de 1949 (36 años) | 81   | Southampton         |
| 2   | DEF  | Gary M. Stevens | 27 de marzo de 1963 (23 años)      | 9    | Everton             |
| 3   | DEF  | Kenny Sansom    | 26 de septiembre de 1958 (27 años) | 65   | Arsenal             |
| 4   | MED  | Glenn Hoddle    | 27 de octubre de 1957 (28 años)    | 33   | Tottenham Hotspur   |
| 5   | DEF  | Alvin Martin    | 29 de julio de 1958 (27 años)      | 15   | West Ham United     |
| 6   | DEF  | Terry Butcher   | 28 de diciembre de 1958 (27 años)  | 40   | Ipswich Town        |
| 7   | MED  | Bryan Robson    | 11 de enero de 1957 (29 años)      | 51   | Manchester United   |
| 8   | MED  | Ray Wilkins     | 14 de septiembre de 1956 (29 años) | 80   | Milan               |
| 9   | DEL  | Mark Hateley    | 7 de noviembre de 1961 (24 años)   | 18   | Milan               |
| 10  | DEL  | Gary Lineker    | 30 de noviembre de 1960 (25 años)  | 13   | Everton             |
| 11  | MED  | Chris Waddle    | 14 de diciembre de 1960 (25 años)  | 16   | Tottenham Hotspur   |
| 12  | DEF  | Viv Anderson    | 29 de julio de 1956 (29 años)      | 21   | Arsenal             |
| 13  | POR  | Chris Woods     | 14 de noviembre de 1959 (26 años)  | 4    | Norwich City        |
| 14  | DEF  | Terry Fenwick   | 17 de noviembre de 1959 (26 años)  | 15   | Queens Park Rangers |
| 15  | DEF  | Gary A. Stevens | 30 de marzo de 1962 (24 años)      | 5    | Tottenham Hotspur   |
| 16  | MED  | Peter Reid      | 20 de junio de 1956 (29 años)      | 6    | Everton             |
| 17  | MED  | Trevor Steven   | 21 de septiembre de 1963 (22 años) | 10   | Everton             |
| 18  | MED  | Steve Hodge     | 25 de octubre de 1962 (23 años)    | 3    | Aston Villa         |
| 19  | DEL  | John Barnes     | 7 de noviembre de 1963 (22 años)   | 27   | Watford             |
| 20  | DEL  | Peter Beardsley | 18 de enero de 1961 (25 años)      | 5    | Newcastle United    |
| 21  | DEL  | Kerry Dixon     | 24 de julio de 1961 (24 años)      | 6    | Chelsea             |
| 22  | POR  | Gary Bailey     | 9 de agosto de 1958 (27 años)      | 2    | Manchester United   |

#### Marruecos
Entrenador:  José Faria
| No. | Pos. | Jugador                  | Fecha de nacimiento (edad)         | Apa. | Club             |
| --- | ---- | ------------------------ | ---------------------------------- | ---- | ---------------- |
| 1   | POR  | Ezzaki Badou             | 2 de abril de 1959 (27 años)       | 6    | Wydad Casablanca |
| 2   | DEF  | Labid Khalifa            | 1 de enero de 1955 (31 años)       | 1    | Kenitra          |
| 3   | DEF  | Abdelmajid Lamriss       | 12 de febrero de 1959 (27 años)    | 6    | FAR Rabat        |
| 4   | DEF  | Mustafa El Biyaz         | 12 de diciembre de 1960 (25 años)  | 4    | KAC Marrakesh    |
| 5   | DEF  | Noureddine Bouyahyaoui   | 7 de enero de 1955 (31 años)       | 6    | Kenitra          |
| 6   | MED  | Abdelmajid Dolmy         | 19 de abril de 1953 (33 años)      | 6    | Raja Casablanca  |
| 7   | MED  | Mustapha El Haddaoui     | 28 de julio de 1961 (24 años)      | 4    | Lausanne         |
| 8   | MED  | Aziz Bouderbala          | 26 de diciembre de 1960 (25 años)  | 2    | Sion             |
| 9   | DEL  | Abdelkrim Merry "Krimau" | 13 de enero de 1955 (31 años)      | 1    | Le Havre         |
| 10  | MED  | Mohamed Timoumi          | 15 de enero de 1960 (26 años)      | 5    | FAR Rabat        |
| 11  | DEL  | Mustafa Merry            | 21 de abril de 1958 (28 años)      | 4    | Valenciennes     |
| 12  | POR  | Salahdine Hmied          | 1 de septiembre de 1961 (24 años)  | ?    | FAR Rabat        |
| 13  | DEL  | Abdelfettah Rhiati       | 25 de febrero de 1963 (23 años)    | 1    | Maghreb Fez      |
| 14  | DEF  | Lahcen Ouadani           | 14 de julio de 1959 (26 años)      | 3    | FAR Rabat        |
| 15  | MED  | Mouncif El Haddaoui      | 21 de octubre de 1964 (21 años)    | ?    | AS Sale          |
| 16  | MED  | Azzedine Amanallah       | 7 de abril de 1956 (30 años)       | ?    | Besançon         |
| 17  | DEL  | Abderrazak Khairi        | 20 de noviembre de 1962 (23 años)  | 1    | FAR Rabat        |
| 18  | MED  | Mohammed Sahil           | 11 de octubre de 1963 (22 años)    | ?    | KAC Marrakesh    |
| 19  | MED  | Fadel Jilal              | 4 de marzo de 1964 (22 años)       | 0    | Wydad Casablanca |
| 20  | DEF  | Abdellah Bidane          | 10 de septiembre de 1965 (20 años) | ?    | CODM Meknes      |
| 21  | MED  | Abdelaziz Souleimani     | 30 de abril de 1958 (28 años)      | 1    | Maghreb Fez      |
| 22  | POR  | Abdelfettah Mouddani     | 30 de julio de 1956 (29 años)      | ?    | Kenitra          |

#### Polonia
Entrenador:  Antoni Piechniczek
| No. | Pos. | Jugador              | Fecha de nacimiento (edad)         | Apa. | Club                 |
| --- | ---- | -------------------- | ---------------------------------- | ---- | -------------------- |
| 1   | POR  | Józef Młynarczyk     | 20 de septiembre de 1953 (32 años) | 38   | Porto                |
| 2   | DEF  | Kazimierz Przybyś    | 11 de julio de 1960 (25 años)      | 9    | Widzew Łódź          |
| 3   | DEF  | Władysław Żmuda      | 6 de junio de 1954 (31 años)       | 90   | Cremonese            |
| 4   | DEF  | Marek Ostrowski      | 22 de noviembre de 1959 (26 años)  | 26   | Pogoń Szczecin       |
| 5   | DEF  | Roman Wójcicki       | 8 de enero de 1958 (28 años)       | 49   | Widzew Łódź          |
| 6   | MED  | Waldemar Matysik     | 27 de septiembre de 1961 (24 años) | 42   | Górnik Zabrze        |
| 7   | MED  | Ryszard Tarasiewicz  | 27 de abril de 1962 (24 años)      | 12   | Śląsk Wrocław        |
| 8   | DEL  | Jan Urban            | 14 de mayo de 1962 (24 años)       | 13   | Górnik Zabrze        |
| 9   | DEL  | Jan Karaś            | 17 de marzo de 1959 (27 años)      | 6    | Legia Warsaw         |
| 10  | DEF  | Stefan Majewski      | 31 de enero de 1956 (30 años)      | 36   | 1. FC Kaiserslautern |
| 11  | DEL  | Włodzimierz Smolarek | 16 de julio de 1957 (28 años)      | 48   | Widzew Łódź          |
| 12  | POR  | Jacek Kazimierski    | 17 de agosto de 1959 (26 años)     | 16   | Legia Warsaw         |
| 13  | MED  | Ryszard Komornicki   | 14 de agosto de 1959 (26 años)     | 14   | Górnik Zabrze        |
| 14  | DEF  | Dariusz Kubicki      | 6 de junio de 1963 (22 años)       | 11   | Legia Warsaw         |
| 15  | MED  | Andrzej Buncol       | 21 de septiembre de 1959 (26 años) | 49   | Legia Warsaw         |
| 16  | MED  | Andrzej Pałasz       | 22 de julio de 1960 (25 años)      | 34   | Górnik Zabrze        |
| 17  | DEL  | Andrzej Zgutczyński  | 1 de enero de 1958 (28 años)       | 4    | Górnik Zabrze        |
| 18  | DEF  | Krzysztof Pawlak     | 12 de febrero de 1958 (28 años)    | 22   | Lech Poznań          |
| 19  | POR  | Józef Wandzik        | 13 de agosto de 1963 (22 años)     | 3    | Górnik Zabrze        |
| 20  | MED  | Zbigniew Boniek      | 3 de marzo de 1956 (30 años)       | 74   | Roma                 |
| 21  | DEL  | Dariusz Dziekanowski | 30 de septiembre de 1962 (23 años) | 33   | Legia Warsaw         |
| 22  | DEL  | Jan Furtok           | 9 de marzo de 1962 (24 años)       | 4    | GKS Katowice         |

#### Portugal
Entrenador:  José Torres
| No. | Pos. | Jugador              | Fecha de nacimiento (edad)        | Apa. | Club                 |
| --- | ---- | -------------------- | --------------------------------- | ---- | -------------------- |
| 1   | POR  | Manuel Bento         | 25 de junio de 1948 (37 años)     | 62   | Benfica              |
| 2   | DEF  | João Pinto           | 21 de noviembre de 1961 (24 años) | 22   | Porto                |
| 3   | MED  | António Sousa        | 28 de abril de 1957 (29 años)     | 17   | Sporting CP          |
| 4   | MED  | José Ribeiro         | 2 de noviembre de 1957 (28 años)  | 2    | Boavista             |
| 5   | DEF  | Álvaro               | 3 de enero de 1961 (25 años)      | 11   | Benfica              |
| 6   | MED  | Carlos Manuel        | 15 de enero de 1958 (28 años)     | 39   | Benfica              |
| 7   | MED  | Jaime Pacheco        | 22 de julio de 1958 (27 años)     | 21   | Sporting CP          |
| 8   | DEF  | Frederico            | 6 de abril de 1957 (29 años)      | 5    | Boavista             |
| 9   | DEL  | Fernando Gomes       | 22 de noviembre de 1956 (29 años) | 42   | Porto                |
| 10  | DEL  | Paulo Futre          | 28 de febrero de 1966 (20 años)   | 10   | Porto                |
| 11  | DEF  | Fernando Bandeirinha | 26 de noviembre de 1962 (23 años) | 0    | Académica de Coimbra |
| 12  | POR  | Jorge Martins        | 22 de agosto de 1954 (31 años)    | 0    | Belenenses           |
| 13  | DEF  | António Morato       | 6 de noviembre de 1964 (21 años)  | 4    | Sporting CP          |
| 14  | MED  | Jaime Magalhães      | 10 de julio de 1962 (23 años)     | 7    | Porto                |
| 15  | DEF  | António Oliveira     | 8 de junio de 1958 (27 años)      | 1    | Benfica              |
| 16  | DEF  | José António         | 29 de octubre de 1957 (28 años)   | 2    | Belenenses           |
| 17  | MED  | Diamantino           | 3 de agosto de 1959 (26 años)     | 19   | Benfica              |
| 18  | DEF  | Luís Sobrinho        | 5 de mayo de 1961 (25 años)       | 0    | Belenenses           |
| 19  | DEL  | Rui Águas            | 28 de abril de 1960 (26 años)     | 3    | Benfica              |
| 20  | DEF  | Augusto Inácio       | 1 de febrero de 1955 (31 años)    | 22   | Porto                |
| 21  | MED  | António André        | 24 de diciembre de 1957 (28 años) | 5    | Porto                |
| 22  | POR  | Vítor Damas          | 8 de octubre de 1947 (38 años)    | 27   | Sporting CP          |